# I'm Tryna
I'm Tryna è il terzo singolo di Omarion estratto dall'album O. È stato prodotto da Cory Bold e da Tank, ed è stato scritto da J. Valentine.
La canzone è uscita solo negli USA. Si è piazzata nella Billboard Hot 100 alla posizione n.53, non riuscendo per poco ad entrare in top 50.